# Córrego Borá
Córrego Borá är ett vattendrag i Brasilien.   Det ligger i delstaten Minas Gerais, i den sydöstra delen av landet, 400 km sydväst om huvudstaden Brasília.
Omgivningarna runt Córrego Borá är huvudsakligen savann. Runt Córrego Borá är det mycket glesbefolkat, med 3 invånare per kvadratkilometer.